# Lochen am See
Lochen am See osztrák község Felső-Ausztria Braunau am Inn-i járásában. 2019 januárjában 2775 lakosa volt.

## Elhelyezkedése

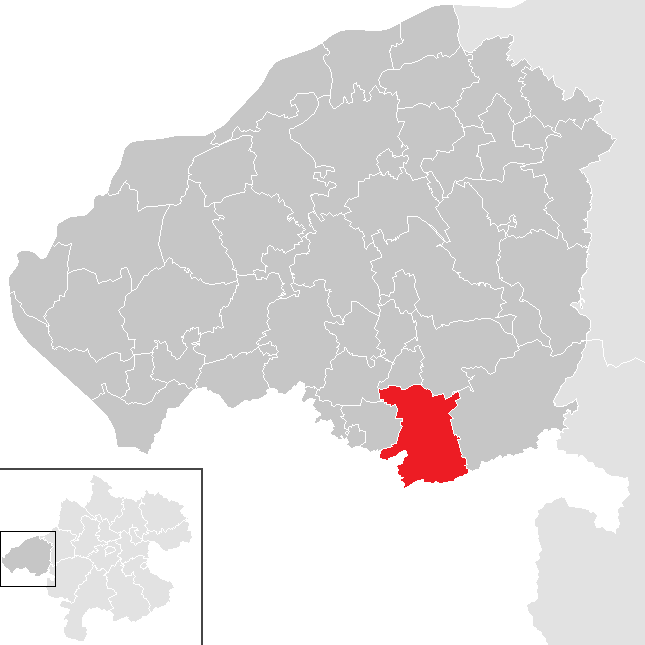
Lochen am See a Braunau am Inn-i járásban

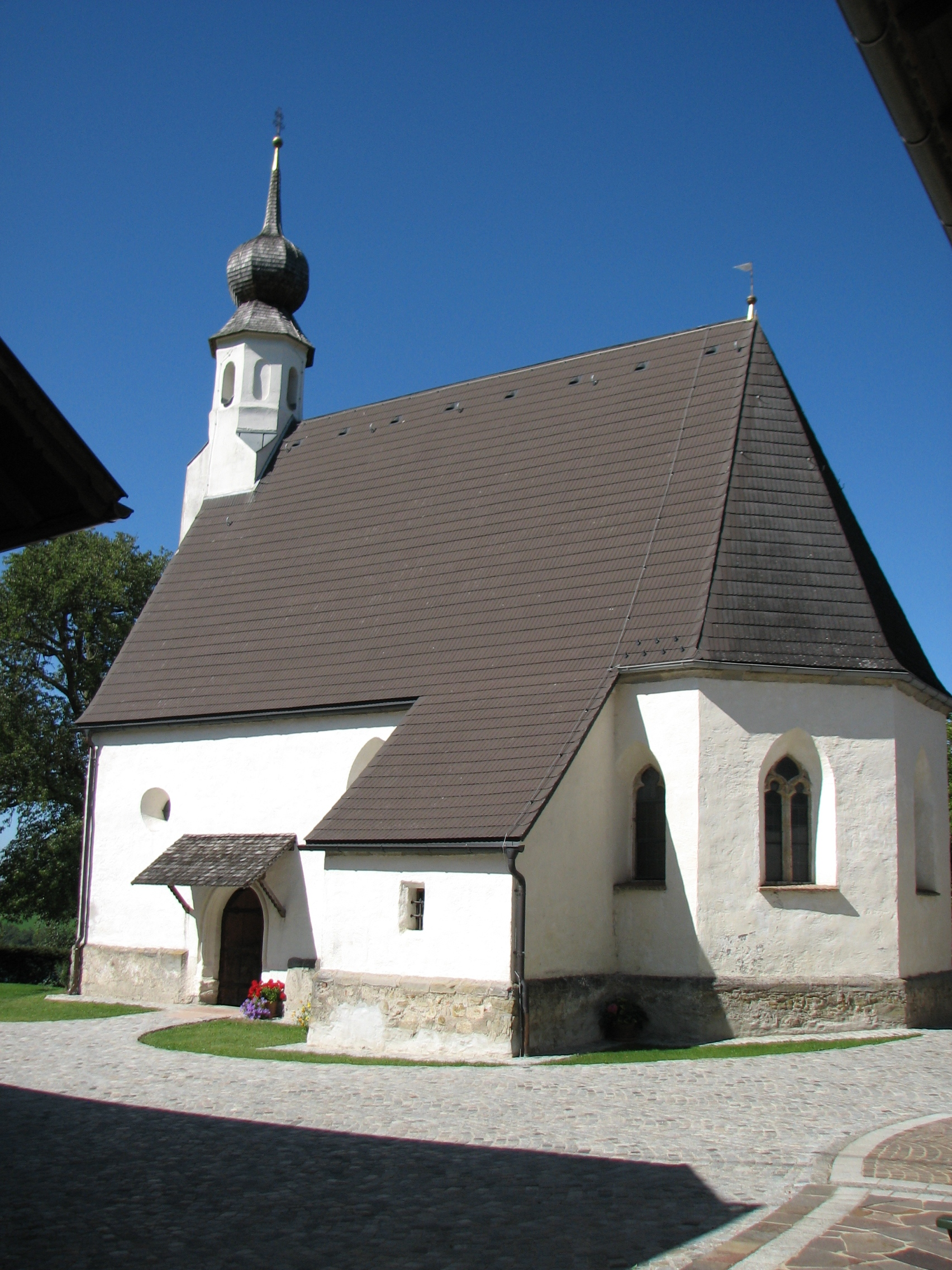
A Szent kereszt-templom

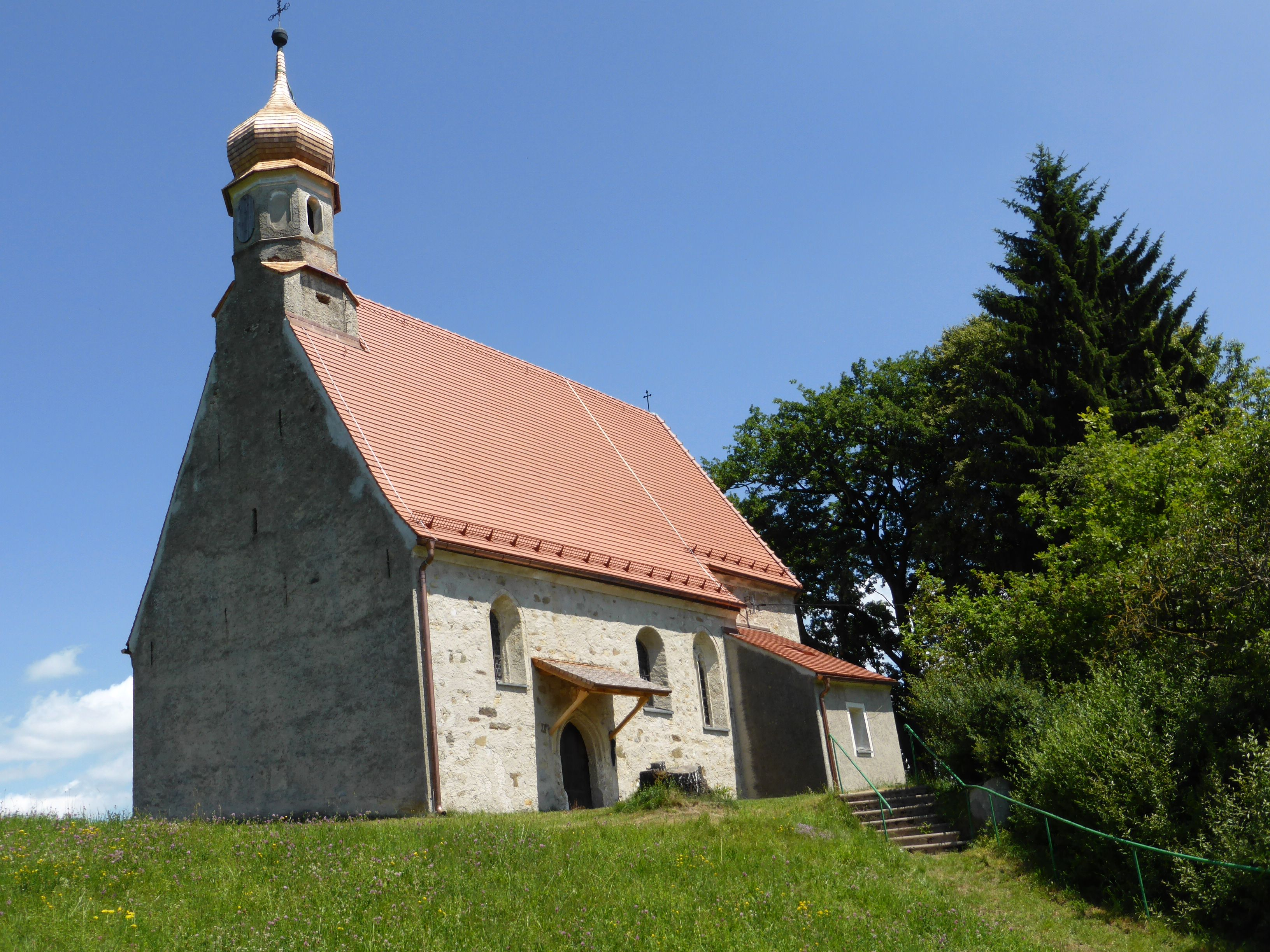
A Keresztelő Szt. János-templom

Lochen am See Felső-Ausztria Innviertel régiójában fekszik. Hozzá tartozik a Mattsee északkeleti partja. Legfontosabb folyóvizei  Mühlbergerbach és a Reitshamerbach. Az önkormányzat 33 településrészt és falut egyesít: Ainhausen (96 lakos 2018-ban), Astätt (198), Babenham (180), Bergham (65), Daxjuden (18), Dirnham (20), Edenplain (14), Feldbach (138), Gebertsham (29), Gunzing (67), Gutferding (35), Hofstätt (6), Intenham (33), Kerschham (227), Koppelstätt (28), Kranzing (22), Lasberg (16), Lochen (789), Niedertrum (17), Oberhaft (64), Oberweißau (42), Petersham (51), Rackersing (20), Reitsham (85), Scherschham (176), Schimmerljuden (4), Sprinzenberg (5), Stein (67), Stullerding (104), Tannberg (111), Unterlochen (15), Wichenham (29) és Zeisental (4).
A környező önkormányzatok: nyugatra Palting, északnyugatra Kirchberg bei Mattighofen, északra Jeging, északkeletre Munderfing, keletre Lengau, délkeletre Straßwalchen, délre Köstendorf, délnyugatra Schleedorf és Mattsee (utóbbi négy Salzburg tartományban).

## Története
Lochen am See területe az újkőkor óta lakott. A régészek a vaskorból származó, a hallstatti és La Tène-i kultúrákhoz köthető leletekre bukkantak. A római korban itt haladt el a Castra Batava (Passau) felé vezető út. A népvándorlás végén, az 5. században bajorok telepedtek meg a térségben.
Lochent először Madalwin püspök 903-as adománylevelében említik. A falu a középkor során a mattseei apátsághoz tartozott. A bajor örökösödési háborút lezáró 1779-es tescheni béke következtében az egész Innviertel Bajorországtól Ausztriához került. Ezt követően Lochen 1785-ben a passaui egyházmegyétől az akkor alapított linzi egyházmegyéhez került át.
1974-ben Lochent is javasolták a salzburgi repülőtér helyszínéül. A turizmus fellendítése céljából a községet Lochen am See-re nevezték át, bár a település nem a tó partján fekszik.

## Lakosság
A Lochen am See-i önkormányzat területén 2019 januárjában 2775 fő élt. A lakosságszám 1961 óta gyarapodó tendenciát mutat. 2016-ban a helybeliek 96,1%-a volt osztrák állampolgár; a külföldiek közül 2,2% a régi (2004 előtti), 1,1% az új EU-tagállamokból érkezett. 2001-ben a lakosok 90,2%-a római katolikusnak, 1,9% evangélikusnak, 6% pedig felekezeten kívülinek vallotta magát. Ugyanekkor egy magyar élt a községben.
A lakosság számának változása:

| 2016 | 2 661 |
| 2018 | 2 754 |

## Látnivalók
- a Szűz Mária mennybevétele-plébániatemplom
- a gebertshami Szent kereszt-templom
- az astätti Keresztelő Szt. János-templom

## Fordítás
- Ez a szócikk részben vagy egészben  a   Lochen am See című német Wikipédia-szócikk ezen változatának fordításán alapul.  Az eredeti cikk szerkesztőit annak laptörténete sorolja fel. Ez a jelzés csupán a megfogalmazás eredetét és a szerzői jogokat jelzi, nem szolgál a cikkben szereplő információk forrásmegjelöléseként.